# 10753 van de Velde
10753 van de Velde eller 1989 WU4 är en asteroid i huvudbältet som upptäcktes den 28 november 1989 av den tyske astronomen Freimut Börngen vid Tautenburg-observatoriet. Den är uppkallad efter den belgiske målaren, arkitekten och formgivaren, Henry van de Velde.
Asteroiden har en diameter på ungefär 9 kilometer.